# جوش أبركرومبي
جوش أبركرومبي (بالإنجليزية: Josh Abercrombie)‏ هو مصارع محترف أمريكي، ولد في 13 أبريل 1984 في نيو هيفن في الولايات المتحدة.

## وصلات خارجية
- جوش أبركرومبي على موقع CageMatch worker (الإنجليزية)

- الموقع الرسمي